# Gabe Mastromatteo
Gabriel Mastromatteo (Thunder Bay, 27 de abril de 2002), más conocida como Gabe Mastromatteo, es un deportista canadiense que compite en natación, especialista en el estilo braza.

## Carrera
Ganó cuatro medallas en el Campeonato Mundial Junior de Natación: en el campeonato de 2017 la medalla de oro en el 4x100 mixto y en el campeonato de 2019 tres medallas incluyendo medalla de plata en 50 m braza. Obtuvo luevo tres medallas en el Campeonato Pan-Pacífico Junior de Natación de 2018. Participó en los Juegos Olímpicos de Tokio 2020, ocupando el séptimo lugar en la prueba de 4 × 100 m estilos. En la competencia de 100 m braza, Mastromatteo llegó en el lugar 38, el único evento en el que participó como atleta individual.